# 馬迪爾·佛龍威
馬迪爾·佛龍威（Mardil Voronwë），是英國作家約翰·羅納德·鲁埃爾·托爾金（J.R.R. Tolkien）的史詩式奇幻說《魔戒三部曲》中的虛構人物。
他是剛鐸（Gondor）的宰相和首任攝政王（Ruling Steward），在其宰相任內剛鐸最後的王室血脈中斷。

## 名字
馬迪爾（Mardil）一名來自昆雅語（Quenya），意思是「皇室的朋友」devoted to the House of the Kings。他的昆雅語別號是佛龍威（Voronwë），與第一紀元一位貢多林的精靈同名，意思是「堅定的」steadfast。
除此之外，人稱他為「好宰相」（Good steward）、「老忠貞」（The Steadfast）。

## 總覽
馬迪爾是剛鐸的登丹人（Dúnedain）。他屬於胡林家族（House of Húrin），父親是剛鐸宰相維龍迪爾（Vorondil）。不清楚他有沒有任何兄弟姊妹。他的兒子是伊拉頓（Eradan）。
他是首任剛鐸攝政王，兼任剛鐸的宰相（Steward）。宰相之位在他祖父佩蘭多（Pelendur）任職時變成世襲，故此馬迪爾是繼承父親的宰相位置。在他宰相任內，歷經剛鐸最後兩任國王。剛鐸王室斷絕後，馬迪爾成為了首任攝政王。
他成為攝政王時，中土大陸進入警覺的和平時期（Watchful Peace），剛鐸暫時不受邪惡騷擾，而戒靈（Nazgûl）亦靜心潛伏在他們的巢穴。另外他任內也引入了修正了的新曆法，名為宰曆（Stewards' Reckoning）。這份曆法最終被絕大部份運用西方通用語（Westron）的民族採用，除了夏爾（Shire）仍採用自己的曆法。
他生於第三紀元1960年，死於2080年，享年120歲。

## 生平

### 早年
馬迪爾生於第三紀元1960年，大概是在米那斯提力斯（Minas Tirith）。2029年，他的父親維龍迪爾逝世，由他繼承宰相之位。
2043年，國王埃阿尼爾二世（Eärnil II）逝世，由其子爾諾繼位。此時安格馬巫王（Witch-king of Angmar）派使挑釁爾諾（Eärnur）去與他決鬥，馬迪爾勸服國王不要衝動，暫時推遲了剛鐸王室血脈的斷絕。

### 王室血脈中斷
七年後（2050年），巫王再度派使挑戰，這次連馬迪爾也說服不了國王，爾諾輕率地帶著一隊騎兵前去米那斯魔窟（Minas Morgul），結果自此沒有回來。
儘管剛鐸人都堅信國王已經遇害，但實情卻一直未明，加上爾諾又未婚無子，以及當時國內一無純正血統王族，二無合法繼承人，為免引發如王室內鬥（Kin-strife）的血腥慘劇，馬迪爾遂接過剛鐸的統治權，代表國王統治。

### 擔任攝政王
在他攝政王任內裡，剛鐸大致維持著穩定的局面。2060年，馬迪爾引入了宰曆。2063年，灰袍甘道夫（Gandalf）進入多爾哥多（Dol Guldur），索倫（Sauron）撤退，警覺的和平時期開始。
第三紀元2080年，馬迪爾去世，結束51年的宰相統治、30年的攝政王統治，由他的兒子伊拉頓繼位。

## 資料來源
1. 1 2 3  《中土世界的歷史》 Vol.12《中土世界的民族》 "The Heirs of Elendil"
2. ↑  《精靈寶鑽》 2002年 聯經初版翻譯 《魔戒及第三紀元》
3. 1 2 3 4  Thain's Book: Mardil Voronwë 的存檔，存档日期2011-10-16.
4. 1 2 3 4 5 6 7 8 9 10  《魔戒三部曲》 2001年 聯經初版翻譯 附錄一帝王本紀及年表
5. 1 2  《魔戒三部曲》 2001年 聯經初版翻譯 附錄四夏爾曆法 P.85
6. ↑  《魔戒三部曲》 2001年 聯經初版翻譯 附錄二編年史

| 前任： 維龍迪爾 （宰相） | 剛鐸宰相及攝政王 | 繼任： 伊拉頓 |